# Pat Hartigan
Pat Hartigan, nato Patrick C. Hartigan (New York, 21 dicembre 1881 – Los Angeles, 8 maggio 1951), è stato un attore e regista statunitense.

## Biografia
Iniziò la sua carriera cinematografica nel 1909 come attore. Negli anni dieci, diresse oltre 150 cortometraggi, continuando sempre a recitare. Attore caratterista, chiuse la sua carriera alla fine degli anni trenta: la sua ultima apparizione sullo schermo fu ne I ribelli del porto di Henry King, che uscì nel febbraio 1940.
Hartigan morì a 69 anni a Los Angeles, l'8 maggio 1951.

## Filmografia

### Attore (parziale)
- Mosè (The Life of Moses), regia di J. Stuart Blackton - film in cinque parti (1909)
- How Texas Got Left – cortometraggio (1911)
- He Who Laughs Last, regia di Pat Hartigan – cortometraggio (1911)
- The Swimming Party, regia di Patrick C. Hartigan – cortometraggio (1912)
- The Mine Swindler, regia di Pat Hartigan – cortometraggio (1912)
- Stenographer Wanted, regia di Pat Hartigan – cortometraggio (1912)
- A Mountain Tragedy, regia di Pat Hartigan – cortometraggio (1912)
- The Sheriff of Stone Gulch, regia di Pat Hartigan – cortometraggio (1913)
- An Indian Maid's Warning, regia di Pat Hartigan – cortometraggio (1913)
- The Knight of Cyclone Gulch, regia di Pat Hartigan – cortometraggio (1913)
- The Masher's Mishap, regia di Pat Hartigan – cortometraggio (1914)
- Uncle's Finish, regia di Pat Hartigan – cortometraggio (1914)
- Forcing the Force, regia di Pat Hartigan – cortometraggio (1914)
- In Soak
- Tomboys
- She Would Be a Cowboy
- Love and Skates
- The Planter
- Il bastardo prussiano (The Prussian Cur), regia di R.A. Walsh (Raoul Walsh) (1918)
- Why America Will Win, regia di Richard Stanton (1918)
- Swat the Spy, regia di Arvid E. Gillstrom (1918)
- A Fallen Idol, regia di Kenean Buel (1919)
- The Girl of the Rancho, regia di Jay Hunt – cortometraggio (1919)
- The Adventurer, regia di J. Gordon Edwards (1920)
- The White Squaw, regia di Jay Hunt (1920)
- The Night Rider
- The Wonder Man, regia di John G. Adolfi (1920)
- A Moonshine Feud
- Out of the Snows, regia di Ralph Ince (1920)
- Conceit, regia di Burton George (1921)
- My Old Kentucky Home, regia di Ray C. Smallwood (1922)
- Channing of the Northwest, regia di Ralph Ince (1922)
- I maestri di rampone (Down to the Sea in Ships), regia di Elmer Clifton (1922)
- Fury, regia di Henry King (1923)
- Dark Secrets, regia di Victor Fleming (1923)
- Where the North Begins, regia di Chester M. Franklin (1923)
- L'orfanella di New York (The Darling of New York), regia di King Baggot (1923)
- The Dramatic Life of Abraham Lincoln, regia di Philip Rosen (1924)
- Big Timber, regia di John W. Noble (1924)
- The King of the Wild Horses
- Western Luck
- Welcome Stranger, regia di James Young (1924)
- Find Your Man
- La valanga selvaggia (The Thundering Herd), regia di William K. Howard (1925)
- Code of the West, regia di William K. Howard (1925)
- Paint and Powder, regia di Hunt Stromberg (1925)
- In faccia alla morte (Below the Line), regia di Herman C. Raymaker (1925)
- Bobbed Hair, regia di Alan Crosland (1925)
- Clash of the Wolves
- The Fighting Edge
- Avventura di una notte (Ranson's Folly), regia di Sidney Olcott (1926)
- Johnny Get Your Hair Cut, regia di B. Reeves Eason e Archie Mayo (1927)
- Heaven on Earth, regia di Phil Rosen (1927)
- The Enchanted Island, regia di William G. Crosby (1927)
- Too Many Crooks, regia di Fred C. Newmeyer (come Fred Mewmeyer)
- A Bowery Cinderella, regia di Burton King (1927)
- A Race for Life, regia di D. Ross Lederman (1928)
- Il veliero del diavolo (The Devil's Skipper), regia di John G. Adolfi (1928)
- I lupi della City (Tenderloin), regia di Michael Curtiz (1928)
- La schiava di Singapore (The Crimson City), regia di Archie Mayo (1928)
- L'aratro e le stelle (The Plough and the Stars), regia di John Ford (1936)
- I ribelli del porto (Little Old New York), regia di Henry King (1940)

### Regista

#### 1911
- A Chance Shot – cortometraggio (1911)
- The Ranger's Stratagem – cortometraggio (1911)
- Arizona Bill – cortometraggio (1911)
- The Smugglers – cortometraggio (1911)
- The Mesquite's Gratitude – cortometraggio (1911)
- White Brave's Heritage – cortometraggio (1911)
- Too Much Realism – cortometraggio (1911)
- He Who Laughs Last – cortometraggio (1911)
- The 'Revenue' and the Girl – cortometraggio (1911)

#### 1912
- The Cowboy Artist's Jonah Day – cortometraggio (1912)
- The Dude Cowboy – cortometraggio (1912)
- The Desert Trail – cortometraggio (1912)
- Things Are Seldom What They Seem – cortometraggio (1912)
- How Jim Proposed – cortometraggio (1912)
- Accidents Will Happen – cortometraggio (1912)
- Walk, -- You, Walk! – cortometraggio (1912)
- The Swimming Party – cortometraggio (1912)
- The Girl Deputy – cortometraggio (1912)
- The Tenderfoot's Troubles – cortometraggio (1912)
- The Romance of a Dry Town – cortometraggio (1912)
- The Trail Through the Hills – cortometraggio (1912)
- The Kidnapped Conductor – cortometraggio (1912)
- Outwitting Father – cortometraggio (1912)
- The Schoolma'm of Stone Gulch – cortometraggio (1912)
- The Trail of Gold – cortometraggio (1912)
- The Pasadena Peach – cortometraggio (1912)
- A Fish Story – cortometraggio (1912)
- Hypnotic Nell – cortometraggio (1912)
- Ranch Girls on a Rampage – cortometraggio (1912)
- The Pugilist and the Girl – cortometraggio (1912)
- The Rube Detective – cortometraggio (1912)
- The Chauffeur's Dream – cortometraggio (1912)
- The Girl Bandit's Hoodoo – cortometraggio (1912)
- The Mine Swindler – cortometraggio (1912)
- The Beauty Parlor of Stone Gulch – cortometraggio (1912)
- The Woman Hater – cortometraggio (1912)
- The Hoodoo Hat – cortometraggio (1912)
- The Loneliness of the Hills – cortometraggio (1912)
- Dr. Skinnem's Wonderful Invention – cortometraggio (1912)
- In Peril of Their Lives – cortometraggio (1912)
- Chips Off the Old Block
- Fat Bill's Wooing – cortometraggio (1912)
- Queen of the Kitchen – cortometraggio (1912)
- A Hospital Hoax – cortometraggio (1912)
- The Belle of the Beach – cortometraggio (1912)
- Paying the Board Bill – cortometraggio (1912)
- Death Valley Scotty's Mine – cortometraggio (1912)
- Pat the Soothsayer – cortometraggio (1912)
- The Pony Express Girl – cortometraggio (1912)
- Stenographer Wanted – cortometraggio (1912)
- The Bachelor's Bride – cortometraggio (1912)
- I Saw Him First – cortometraggio (1912)
- Strong Arm Nellie – cortometraggio (1912)
- The Chaperon Gets a Ducking – cortometraggio (1912)
- Ruth Roland, the Kalem Girl – documentario, cortometraggio (1912)
- Something Wrong with Bessie – cortometraggio (1912)
- A California Snipe Hunt – cortometraggio (1912)
- The Mummy and the Cowpuncher – cortometraggio (1912)
- Pulque Pete and the Opera Troupe – cortometraggio (1912)
- Brave Old Bill – cortometraggio (1912)
- A Busy Day in the Jungle – cortometraggio (1912)
- A Mountain Tragedy – cortometraggio (1912)
- Why Tightwad Tips – cortometraggio (1912)
- The Peace Offering – cortometraggio (1912)

#### 1913
- The Mission of a Bullet – cortometraggio (1913)
- The Manicurist and the Mutt – cortometraggio (1913)
- Johnny Goes Ducking – cortometraggio (1913)
- A Hero's Reward – cortometraggio (1913)
- One on Willie – cortometraggio (1913)
- The Horse That Wouldn't Stay Hitched – cortometraggio (1913)
- Three Suitors and a Dog – cortometraggio (1913)
- The Matrimonial Venture of the 'Bar X' Hands – cortometraggio (1913)
- Trixie and the Press Agent – cortometraggio (1913)
- The Cold Storage Egg – cortometraggio (1913)
- Sally's Guardian – cortometraggio (1913)
- The Sheriff of Stone Gulch – cortometraggio (1913)
- Parcel Post Johnnie – cortometraggio (1913)
- Absent Minded Abe – cortometraggio (1913)
- The Indian Maid's Warning – cortometraggio (1913)
- Jones' Jonah Day – cortometraggio (1913)
- The Cat and the Bonnet – cortometraggio (1913)
- The 'Fired' Cook – cortometraggio (1913)
- Fatty's Deception – cortometraggio (1913)
- The Indestructible Mr. Jenks – cortometraggio (1913)
- The Bravest Girl in California – cortometraggio (1913)
- The Phony Singer – cortometraggio (1913)
- A Coupon Courtship – cortometraggio (1913)
- Fatty's Busy Day – cortometraggio (1913)
- Toothache! – cortometraggio (1913)
- The Hash House Count – cortometraggio (1913)
- Pat, the Cowboy – cortometraggio (1913)
- The Egyptian Mummy – cortometraggio (1913)
- The Black Hand – cortometraggio (1913)
- The Widow from Winnipeg – cortometraggio (1913)
- The Comedy Team's Strategy – cortometraggio (1913)
- When Women Are Police – cortometraggio (1913)
- Percy's Wooing – cortometraggio (1913)
- The Scheme of Shiftless Sam Smith – cortometraggio (1913)
- The Rube and the Boob – cortometraggio (1913)
- Smoked to a Finish – cortometraggio (1913)
- Cupid's Lariat – cortometraggio (1913)
- The Knight of Cyclone Gulch – cortometraggio (1913)
- Curing Her Extravagance – cortometraggio (1913)
- The Raiders from Double L Ranch – cortometraggio (1913)
- Entertaining Uncle – cortometraggio (1913)
- What the Doctor Ordered – cortometraggio (1913)
- The Tenderfoot's Luck – cortometraggio (1913)
- Hoodooed on His Wedding Day – cortometraggio (1913)
- The Hobo and the Hobble Skirt – cortometraggio (1913)
- The Millionaire and the Goose – cortometraggio (1913)
- Fool Luck – cortometraggio (1913)
- Deceiving Uncle Asa – cortometraggio (1913)
- The Captivating Widow – cortometraggio (1913)
- Mike, the Timid Cop – cortometraggio (1913)
- Boggs' Predicament – cortometraggio (1913)
- Wanted: A Plumber – cortometraggio (1913)
- Too Many Cops – cortometraggio (1913)
- The Burglar and the Baby
- One Best Bet – cortometraggio (1913)
- The Hobo and the Myth – cortometraggio (1913)
- And the Watch Came Back – cortometraggio (1913)
- Pete's Insurance Policy – cortometraggio (1913)
- The Troublesome Telephone – cortometraggio (1913)
- Jimmie's Finish – cortometraggio (1913)
- The Speed Limit – cortometraggio (1913)
- The Tightwad's Present – cortometraggio (1913)
- The Fickle Freak – cortometraggio (1913)
- Hypnotizing Mamie – cortometraggio (1913)
- The Laundress and the Lady – cortometraggio (1913)
- The Good Old Summer Time – cortometraggio (1913)
- While Father Telephoned – cortometraggio (1913)
- General Bunko's Victory – cortometraggio (1913)
- Frayed Fagin's Adventures – cortometraggio (1913)
- Emancipated Women – cortometraggio (1913)

#### 1914
- Bill's Board Bill – cortometraggio (1914)
- Rastus' Riotous Ride – cortometraggio (1914)
- I Love the Nurses – cortometraggio (1914)
- Uncle's Finish – cortometraggio (1914)
- The Masher's Mishap – cortometraggio (1914)
- Forcing the Force – cortometraggio (1914)
- The Masher's Mishap – cortometraggio (1914)
- In Soak – cortometraggio (1914)

#### 1915
- Love and Skates – cortometraggio (1915)

#### 1916
- Love's Boomerang – cortometraggio (1916)
- Speeding – cortometraggio (1916)
- The Oil Smeller – cortometraggio (1916)
- The Burglar – cortometraggio (1916)
- Any Old Duke'll Do – cortometraggio (1916)

#### 1917
- The Woods Are Full of 'Em – cortometraggio (1917)
- Who Said Chicken?
- The Flopping Uplifter – cortometraggio (1917)
- Damaged Goodness – cortometraggio (1917)

#### 1919
- Lizzie's Waterloo – cortometraggio (1919)